# Martin Lichtfuss
Martin Lichtfuss (* 3. Mai 1959 in Innsbruck) ist ein österreichischer Komponist und Dirigent.

## Beruflicher Werdegang
Nach umfangreichen Studien am Tiroler Landeskonservatorium und an der Wiener Musikuniversität (Komposition, Dirigieren) sowie an den Universitäten Innsbruck und Wien (Germanistik), wo er 1986 mit Studien zum Libretto der österreichischen Operette 1918–1938 zum Dr. phil. promoviert wurde, erwarb sich Martin Lichtfuss im Laufe von 10 Jahren als Dirigent an mehreren Theatern in Deutschland (u. a. Würzburg), Österreich und Belgien (Brüssel) umfassende praktische Erfahrungen. Von 1995 bis 2005 war er am Tiroler Landeskonservatorium Professor für Komposition und Musiktheorie an der Abteilung I für Musiktheorie/Musikleitung, deren Leiter er auch war. Von 2005 bis 2024 war er Professor für Tonsatz/Komposition an der Wiener Musikuniversität.

## Aktivitäten
- 1985–1989 Tiroler Landestheater, Innsbruck: Kapellmeister, Chordirektor, Stellvertreter des Musikdirektors
- 1989–1993 Stadttheater Würzburg: Erster Kapellmeister
- 1993–1995 Staatstheater Braunschweig: Erster koordinierter Kapellmeister
- 1995–2008 Tiroler Landeskonservatorium, Innsbruck: Professur und Leitung der Abteilung I (Komposition, Musiktheorie);
- 1996 Universität Innsbruck: Lehrauftrag
- 1998 Herausgabe der kritischen Urtextedition von Carl Millöckers Der Bettelstudent
- 2005–2024 Universität für Musik und Darstellende Kunst, Wien: Univ.-Prof. für Tonsatz/Komposition am Institut für Komposition und Elektroakustik
- 2008–2010 Universität für Musik und Darstellende Kunst, Wien: Leiter des Instituts 1 für Komposition und Elektroakustik
- 2008–2013 Obmann des Vereins Kraftfeld Neue Musik Tirol
- 2014–2020 Vorstandsmitglied des Österreichischen Komponistenbundes
- 2016–2020 Vorstandsmitglied der ECSA (European Composers’ and Songwriters’ Alliance)

Konzerte und Rundfunkproduktionen als Pianist und Dirigent

## Preise und Stipendien
- 1983: Arbeitsstipendium der Stadt Wien für Komposition
- 1984: Würdigungspreis des Bundesministers für Wissenschaft und Forschung, Wien
- 1984: Stipendium des Europäischen Forums Alpbach, Tirol
- 1985: Förderungspreis der Stadt Wien für Komposition
- 1986: 1. Preis der Landeshauptstadt Innsbruck für Komposition
- 1988: Österreichisches Staatsstipendium für Komposition
- 1989: »Theodor Guschlbauer«-Stipendium der Johann Wolfgang von Goethe-Stiftung, Basel